# Heinrich III. von Oldenburg-Wildeshausen
Heinrich III. von Oldenburg (* vor 1197; † 27. Mai 1234 bei Altenesch) war ab 1197 Graf von Wildeshausen und ab 1227/28 oder 1229 Graf von Bruchhausen. Er entstammte dem Wildeshausener Zweig des Hauses Oldenburg.

## Leben
Seine Eltern waren Heinrich II. von Oldenburg-Wildeshausen und Beatrix Gräfin von Loccum-Hallermund. Heinrich III. trat kurzzeitig allein die Nachfolge als Graf von Wildeshausen an, bis er 1199 seinen Bruder Burchard an den Herrschaftsrechten beteiligte. Die Herrschaft wurde aber nicht offiziell geteilt. Beide Brüder betonten die Eigenständigkeit ihrer Linie und tauschten sie in ihrem Wappen die ammerschen Balken der Oldenburger Grafen gegen das eigenständige Symbol der drei Hallermunder Rosen aus. 
Heinrich überließ 1229 – zugleich im Namen des abwesenden Burchard, aber wohl aufgrund eigener Entscheidung – die Burg Wildeshausen und damit die Wildeshauser Vogtei dem Erzbischof von Bremen Gerhard II., um sie als Lehen zurückzuempfangen. Vorausgegangen war ein Konflikt mit der Oldenburger Linie des Grafenhauses um Wildeshausen und die Leuchtenburg bei Hatten, den der Erzbischof als Schiedsrichter entschied. Die Lehnsauftragung eröffnete dem Erzstift die im Jahre 1270 erfüllte Hoffnung auf den späteren Heimfall Wildeshausens, sicherte aber in der Situation von 1229 den Wildeshausener Brüdern zunächst ihr Besitzrecht gegenüber Oldenburg. Möglicherweise sind sie entweder beide oder Heinrich allein damals oder schon 1227/28 von Gerhard II. außerdem noch mit der Grafschaft Bruchhausen belehnt worden. Vermutlich war das der entscheidende Beweggrund der Brüder für die Lehnsbeauftragung Wildeshausens.

 
Im Mai 1234 war Heinrich III. Teilnehmer am entscheidenden von Gerhard II. initiierten Kreuzzug gegen die als Ketzer geltenden Stedinger. 
 In diesem Krieg war 1233 bereits sein Bruder Burchard gefallen. Auch Heinrich wurde von ihnen in der Schlacht bei Altenesch am 27. Mai 1234 erschlagen.
Wilbrand, ein weiterer Bruder Heinrichs, war Bischof von Paderborn und Utrecht.

## Erbe
Nach seinem Tod wurde Heinrichs Erbe zwischen seinen beiden Söhnen erneut geteilt. Sein Sohn Heinrich V. († 1270) wurde Graf von Neu-Bruchhausen, sein zweiter Sohn, Ludolf († um 1278) erhielt Alt-Bruchhausen. Die Linie der Grafen von Neu-Bruchhausen erlosch mit dem Tod von Heinrichs V. Sohn Gerhard I. um 1310. Die Linie der Grafen von Alt-Bruchhausen erlosch mit Otto († nach 1298).

## Ehe und Kinder
Er heiratete Ermtrud (auch Ermintrudis) von Schoten-Breda (de Schodis), Tochter des Grafen Heinrich II. von Breda. Heinrichs Bruder Burchard war mit der Schwester Ermtruds, Kunigunde, verheiratet. Aus der Ehe gingen die folgenden Kinder hervor:
- Heinrich von Oldenburg-Bruchhausen (bezeugt 1232; † um 1270) ⚭ Irmgard von Hoya
- Burchard († um 1262), Domherr zu Verden
- Ludolf († um 1278) ⚭ Hedwig von Wölpe
- Sophie[1]